# 公立医院
公立医院是指政府所擁有的医院，由政府提供资金，政府這些資金是纳税人上繳的稅收，這些資金支撐醫院的日常運作。在一些国家，这种类型的医院可以免费为病人提供医疗服务，看病费用和醫生工资完全由政府报销。

## 亚洲

### 中華人民共和国
中華人民共和國建國後，中華民國大陸時期的私立醫院全部變成公立醫院。病人無需支付看病費用。1954年，中華人民共和国各地又设立了防疫站。同時大规模的疫苗接种使得许多疾病得以预防。中華人民共和國人民的预期寿命从1949年的35岁提高到1978年的65.86岁。
改革開放後，政府資金佔醫院運營所需的資金比例從90%减少到15%，這意味著剩下85%的資金由医院自负盈亏。因此，病人開始要支付醫藥費，很多人甚至沒錢看病。2005年，75%的农村居民和45%的城市居民表示，由于经济原因，他们不願去医院就诊。同時城市化和農民工離開農村意味着80%的医疗资源集中在城市。2009年，卫生支出占中華人民共和國国内生产总值的4.96%。公共资金占卫生总支出的24.7%。相比之下，美国的公共资金要占到50%，日本和欧洲国家接近80%。